# You Can Be Anyone This Time Around
You Can Be Anyone This Time Around ist ein Album von Timothy Leary aus dem Jahr 1970. Die Schallplatte war zur Unterstützung seiner Kandidatur für die Wahl zum Gouverneur von Kalifornien im Herbst 1969 gedacht. Der Platte war ein von dem Künstler Joe Roberts, Jr. gestaltetes Wahlkampfposter beigefügt.

## Vorgeschichte
Im Mai 1969 wurde Timothy Leary in der Grundsatzentscheidung Leary v. United States vom Supreme Court der USA freigesprochen. Aufgrund des Marihuana-Tax-Acts von 1937 war er zuvor wegen Steuerhinterziehung und illegaler Einfuhr von drei Gramm Marihuana zu 33 Jahren Haft verurteilt worden. Nach dem Freispruch ging Leary in die Offensive und verkündete, für das Amt des Gouverneurs von Kalifornien kandidieren zu wollen. Damit wollte er die Wiederwahl von Gouverneur Ronald Reagan zu dessen zweiter Amtszeit (1970–1973) verhindern. Gegenüber Journalisten verkündete Leary folgendes Kernprogramm: „Der Staat Kalifornien sollte wie ein gutgehendes Geschäft betrieben werden. Anstatt den Einwohnern Steuern abzuknöpfen, sollte ein gutfunktionierender Staat Profit abwerfen.“ Jeder Einwohner Kaliforniens sollte also laut Learys Idee eine Dividende von seinem Bundesstaat erhalten.
Um Sponsoren für seinen Wahlkampf zu mobilisieren, sicherte er sich die Unterstützung der Los Angeles Free Press, des San Francisco Oracle und des Rolling Stone. Weitere Zusagen erhielt er von John Lennon und Jimi Hendrix.
Der Slogan seines Wahlkampfes lautete: „Come together, join the party!“, was auf Deutsch bedeuten kann „Kommt zusammen und feiert eine Party!“, aber auch: „Kommt zusammen und tretet in die Partei ein!“ Der erste Teil des Slogans wurde von John Lennon in dem Song Come Together aufgegriffen und von den Beatles auf dem Album Abbey Road veröffentlicht.

## Hintergrund einzelner Titel

### Live and Let Live
Die Grundlage des Titels ist eine eigens in New York einberaumte Jamsession der Gitarristen Jimi Hendrix, Stephen Stills und John Sebastian mit dem Schlagzeuger Buddy Miles am 30. September 1969. Vor der Session wurden Timothy Leary und seine damalige Ehefrau Rosemary von Jimi Hendrix im Greenwich Village zum Essen eingeladen. Der Journalist Jann Wenner vom Rolling Stone setzte sich an den Nebentisch, um die Kampagne journalistisch zu begleiten.
Live and Let Live beginnt mit der „Supersession“, über die das Geräusch eines landenden Jets gelegt wird. Es folgen Ausschnitte einer Pressekonferenz, in der Journalisten Timothy Leary unter anderem zweideutig fragen, ob er einen guten Flug hatte („Did you have a nice trip?“). Leary beantwortete humorvoll und charmant die Fragen der anwesenden Journalisten und verkündete gleichzeitig sein Wahlprogramm: Marihuana und LSD legalisieren und besteuern. Damit widerspricht er bereits seiner Aussage, die Steuern durch eine Gewinnauszahlung an alle Einwohner Kaliforniens zu ersetzen.

### You Can Be Anyone This Time Around
Das Titelstück des Albums wartet mit einer Innovation auf, die sich erst Jahre später im Hip-Hop durchsetzt: dem Sampling. Innerhalb des Stückes erklingen zahlreiche Geräusche, wie das Pfeifen des Windes, Hare-Krishna-Gesänge und eine indische Flöte sowie kurze Samples von The Beatles (The Ballad of John and Yoko), Allen Ginsberg (Howl), Country Joe and the Fish (Flying High), Rolling Stones (Sympathy for the Devil), Pink Floyd (Take Up Thy Stethoscope and Walk), Jefferson Airplane (My Best Friend) und Ravi Shankar. Leary selbst bezeichnete den Song als „Elegie der Neuprägung“. Durch den Gebrauch von Psychedelika könne man ab sofort alles und jeder sein: Wasser, Wind, Feuer, Donner, Himmel, Erde, ein Sonnengott, die Göttin der Liebe, ein Rolling Stone, ein Grateful Dead usw.

## Titel
1. Live and Let Live (Jam) – 14:08
2. You Can Be Anyone This Time Around – 9:08
3. What Do You Turn On When You Turn On? – 6:40

## Rezeption
Richie Unterberger gibt der Platte auf Allmusic drei von fünf möglichen Sternen. Er meint, die von Leary gemachten Aussagen, wie die Erforschung des Bewusstseins und die Lobpreisung des Drogenkonsums, hätten seinerzeit zwar die Eltern in Angst und Schrecken versetzt, würden heute aber veraltet und albern klingen. Das Album verdanke seinen Sammlerstatus vor allem der Jamsession von Live and Let Live, bei der eine Allstar-Band mit Jimi Hendrix (am Bass), Stephen Stills, John Sebastian und Buddy Miles aufspiele.

## CD
Die CD enthält als Booklet ebenfalls das psychedelische Poster der Wahlkampagne von 1969 mit dem Slogan „Come together – join the Party!“ Auf der Rückseite wurde folgender Begleittext hinzugefügt: „The musical equivalent of a full-blown LSD-trip. Speaking over a funkified jam and highly tape-edited psychedelic music beds, Leary recorded the prototypical House/Acid House album back in 1969. This is your brain on Leary: Any questions?“

## Sample
Der englische Musiker und DJ Fatboy Slim verwendete den Auftakt von What Do You Turn On When You Turn On? als Anfang für seinen Remix von Jean-Jacques Perreys Instrumentalstück E.V.A.

## Einzelbelege
1. 1 2  Timothy Leary: Denn sie wussten, was sie tun, S. 339.
2. ↑  Timothy Leary: Denn sie wussten, was sie tun, S. 338.
3. ↑  Timothy Leary: Denn sie wussten, was sie tun, S. 340–341.
4. ↑  Gary J. Jucha: Der ultimative Jimi Hendrix Guide, Hannibal Verlag, Höfen/Tirol 2017, S. 209f. ISBN 978-3-85445-618-6
5. ↑  Timothy Leary: Denn sie wussten, was sie tun, S. 339f.
6. ↑  AllMusic Review by Richie Unterberger.
7. ↑  E.V.A. (Fatboy Slim Remix) auf WhoSampled.com.